# گمینا بیاوه بووتا
گمینا بیاوه بووتا (به لهستانی:  Gmina Białe Błota) یک گمینا در لهستان است که در شهرستان بیدگوشچ واقع شده‌است. گمینا بیاوه بووتا ۱۲۲٫۱ کیلومتر مربع مساحت و ۱۴٬۰۰۳ نفر جمعیت دارد.